# 2002年古吉拉特骚乱
2002年古吉拉特屠杀是指在2002年发生在印度西部古吉拉特邦，為期兩個月的伊斯兰教与印度教的教派对抗暴力事件，死亡人数众多。導火索是在2002年2月27日一列在高德拉的火車被燒毀，造成58名從阿約提亞返回的印度教朝聖者死亡。印度教徒認為穆斯林是幕後黑手，於是对穆斯林展开了屠杀。在最初的騷亂事件之後，艾哈邁達巴德又爆發了三個月的暴力事件，在全邦範圍內針對古吉拉特邦穆斯林少數民族的暴力事件暴增。
根據官方數據，騷亂造成1044人死亡、223人失踪和 2500 人受傷。 死者中有790人是穆斯林，254人是印度教徒。

## 參看
- 印度宗教暴力